# Tvärreds distrikt
Tvärreds distrikt är ett distrikt i Ulricehamns kommun och Västra Götalands län. 
Distriktet ligger sydväst om Ulricehamn. 

## Tidigare administrativ tillhörighet
Distriktet inrättades 2016 och utgörs av socknen Tvärred i Ulricehamns kommun. 
Området motsvarar den omfattning Tvärreds församling hade vid årsskiftet 1999/2000.